# Agroeca ornata
Agroeca ornata är en spindelart som beskrevs av Banks 1892. Agroeca ornata ingår i släktet Agroeca och familjen månspindlar. Inga underarter finns listade i Catalogue of Life.